# Fondazione Benetton Studi Ricerche di Treviso
La Fondazione Benetton Studi Ricerche di Treviso nasce nel 1987, essa è una fondazione che istituisce annualmente borse di studio sul paesaggio, con l'ottava edizione che prevede l'assegnazione di due borse di studio semestrali del valore di 10.000 euro a giovani laureati impegnati nella ricerca. 
I temi principali del concorso riguardano dunque la storia del gioco, del tempo libero, della festa, dello sport e della ludicità, nonché la ricerca sul paesaggio.

## Sedi
La sede della Fondazione è posta tra via Cornarotta e il corso d’acqua La Roggia, nel centro storico di Treviso.
È formata dai palazzi Bomben e Caotorta, dalla Chiesa di San Teonisto e la Casa Luisa e Gaetano Cozzi.

## Premio Internazionale Carlo Scarpa per il Giardino
La Fondazione Benetton Studi Ricerche di Treviso ogni anno bandisce un concorso annuale: il Premio Internazionale Carlo Scarpa per il Giardino. 
Esso prevede due premi di 3.000 euro ciascuno per saggi e studi inediti e originali di storia del gioco, del tempo libero, della festa, dello sport e, in generale, della ludicità, riservati a giovani studiosi.
Questo premio, giunto alla sua XXXIII edizione nel 2023-2024, è dedicato al riconoscimento e alla valorizzazione dei giardini di eccezionale qualità storica, artistica o paesaggistica.
La fondazione svolge un'ampia attività di ricerca nell'ambito del paesaggio, della storia del gioco e dei beni culturali, e il Premio Internazionale Carlo Scarpa per il Giardino rappresenta uno dei suoi principali eventi.

## Borse di studio
Le borse di studio sono intitolate a tre eminenti figure culturali: Sven-Ingvar Andersson (1927-2007), Rosario Assunto (1915-1994) e Ippolito Pizzetti (1926-2007).
Le borse di studio sono residenziali e indirizzate, di volta in volta, a ricerche sviluppate all’interno di tre aree tematiche che rappresentano il profilo culturale e il campo operativo dei tre studiosi:
- Progetto di paesaggio (Sven-Ingvar Andersson - architetto paesaggista),
- Teorie e politiche per il paesaggio (Rosario Assunto - filosofo),
- Natura e giardino (Ippolito Pizzetti - saggista).

Le borse sono destinate a laureati (laurea magistrale) e post laureati italiani e stranieri, che non abbiano compiuto i 40 anni alla data del 31 agosto 2023.